# Pixel Slate
Pixel Slate — это 12,3-дюймовый планшет под управлением ChromeOS, разработанный Google и выпущенный 9 октября 2018 года на мероприятии Made by Google. В июне 2019 года Google объявила о прекращении развития линейки продуктов и отменила две модели, находившиеся в стадии разработки. Pixel Slate был удален из Google Store в январе 2021 года.

## История
Pixel Slate был анонсирован 9 октября 2018 года. До его выхода последним планшетом от Google был Pixel C, представленный в 2015 году. В отличие от Pixel C, работавшего на Android, Pixel Slate использовал ChromeOS. Цены на Pixel Slate варьировались от 599 до 1599 долларов в США в зависимости от процессора и объема хранилища. Планшеты стали доступны в трех странах: США, Канаде и Великобритании. На старте также были доступны соответствующие аксессуары: клавиатура (199 долларов) и стилус (99 долларов), хотя стилус был косметическим вариантом существующего стилуса, выпущенного вместе с Pixelbook.
Предварительные заказы на Pixel Slate открылись 6 ноября 2018 года, а поставки ожидались в конце ноября. Модели начального уровня на базе Celeron стоимостью 599 и 699 долларов вскоре оказались «нет в наличии», что сделало модель на базе m3 стоимостью 799 долларов фактически моделью начального уровня. Модели на базе Celeron были официально сняты с производства в июне 2019 года, а временное снижение цены на 200 долларов было применено ко всем моделям, что сделало модель на базе m3 доступной по прежней цене Celeron начального уровня в 599 долларов. Позже старший вице-президент Google Hardware Рик Остерлох подтвердил прекращение разработки планшетов собственной разработки.
Цены были снижены на 350 долларов за каждую модель для распродаж в Черную пятницу в 2019 году с включенной клавиатурой и стилусом. В марте 2020 года цены на оставшиеся три модели были снижены почти вдвое с целью очистки запасов. В декабре 2020 года Pixel Slate был указан как «нет в наличии» или «больше не доступен», а все объявления о нем были удалены из Google Store 20 января 2021 года. Google объявила, что Pixel Slate продолжит получать автоматические обновления ChromeOS до августа 2027 года.

## Технические характеристики

### Аппаратное обеспечение
Google Pixel Slate оснащен 12,3-дюймовым «молекулярным» ЖК-дисплеем с разрешением 3000 на 2000 (293 ppi). Устройство имеет размеры 202 мм × 290,9 мм × 7 мм (высота × ширина × толщина). Slate оснащен процессорами Intel от Celeron до Core i7 восьмого поколения и оперативной памятью объемом от 4 до 16 ГБ. Все модели включают чип безопасности Titan C и доступны исключительно в цвете «Midnight Blue». Все модели также имеют сканер отпечатков пальцев.
Ввод/вывод включает два порта USB-C; любой из них может использоваться для зарядки аккумулятора емкостью 48 Вт·ч и передачи медиа. Устройство имеет две камеры: фронтальную с сенсором на 8 мегапикселей и заднюю также на 8 мегапикселей, обе способны записывать видео в формате Full HD со скоростью до 30 кадров в секунду.

### Спецификации конкретной модели
Pixel Slate — первый планшет Google на базе процессоров Intel, что делает его более похожим по аппаратному обеспечению на Google Pixelbook и Chromebook Pixel. Он имеет пять доступных конфигураций оборудования: от процессора Celeron до Core i7 Y-серии с вариантами оперативной памяти от 4 ГБ до 16 ГБ. Модель Celeron была снята с производства в июне 2019 года, оставив доступными модели m3, i5 и i7 до официального прекращения производства в январе 2021 года.
| Ценовой диапазон (USD/GBP/CAD)                                    | Процессор           | ГПУ                   | БАРАН | Внутреннее хранилище |
| ----------------------------------------------------------------- | ------------------- | --------------------- | ----- | -------------------- |
| 799 долл. США / 749 фунтов стерлингов / 1049 канадских долларов   | Intel Core m3-8100Y | Intel UHD-графика 615 | 8 ГБ  | 64 ГБ eMMC           |
| 999 долл. США / 949 фунтов стерлингов / 1299 канадских долларов   | Intel Core i5-8200Y | Intel UHD-графика 615 | 8 ГБ  | 128 ГБ eMMC          |
| 1599 долл. США / 1549 фунтов стерлингов / 1999 канадских долларов | Intel Core i7-8500Y | Intel UHD-графика 615 | 16 Гб | 256 ГБ eMMC          |

## Программное обеспечение
Google Pixel Slate работает на последней версии ChromeOS, которая регулярно получает обновления каждые две-три недели. Хотя ChromeOS разработана Google, она основана на ядре Linux и может запускать приложения Android через Google Play Store.
При запуске Pixel Slate имел обновленный пользовательский интерфейс и новые функции по сравнению с предшественником — Pixelbook.

## Аксессуары
Для Pixel Slate имеется множество аксессуаров, которые продаются компанией Google или предоставляются третьими лицами.

### Pixel Slate Keyboard
Клавиатура Pixel Slate Keyboard выполняет функцию чехла-книжки. Хотя устройство не включает встроенную клавиатуру, Google продает клавиатуру в стиле фолио и сенсорную панель, которые подключаются к разъему для аксессуаров с помощью пружинных контактов. Розничная цена клавиатуры составляла около $199. Клавиатура очень похожа на стандартные клавиатуры Chromebook.
Клавиатуру критиковали за сложность использования планшета и клавиатуры на коленях; однако не все обозреватели сочли это проблемой. Brydge также предлагает G-Type — раскладную клавиатуру для Pixel Slate с подключением через Bluetooth.

### Pixelbook Pen
Pixel Slate совместим с активным стилусом Pixelbook Pen, который изначально был выпущен для использования с Pixelbook. Розничная цена стилуса составляла $99.

### Другие аксессуары
Многие фирменные аксессуары от Google совместимы с Pixel Slate; некоторые сторонние производители также предлагают аксессуары для устройства.

## Прием
Pixel Slate получил неоднозначные отзывы: Gizmodo назвал его «почти идеальным устройством Chrome OS», а The Guardian отметил проблемы работы Android. Некоторые критиковали задержку работы устройства при использовании низкоклассной модели; однако многие обзоры хвалили качество сборки устройства, дисплей и звук. Основные отрицательные моменты касались задержек программного обеспечения; сообщалось о том, что Google работает над устранением выявленных проблем во всех устройствах ChromeOS в режиме планшета.

## Ссылка
- store.google.com/us/prod… — официальный сайт Pixel Slate